# Миристицин
Миристицин C11H12O3 – 1,2-метилендиокси-6-метокси-4-аллилбензол — кристаллическое вещество с температурой плавления 30°, выделяемое из высших фракций мускатного эфирного масла, французской петрушки и укропа, а также ортодона и аниса. Может давать осадок из старого эфирного масла мускатного ореха. Имеет слабый, ароматичный запах. Является производным элемицина. 
Является природным инсектицидом и повышает эффективность других инсектицидов.

## Химические свойства
При окислении миристицин превращается в миристицинальдегид, а затем в кислоту. Этот альдегид может быть использован в качестве прекурсора для наркотических веществ. Кислота при нагревании с йодистым водородом переходит в галловую кислоту. При нагревании в щелочной среде дает изомиристицин.
По описанию в книге Шульгина: прекурсор для MMDA.

Является прекурсом для других психоактивных веществ, например для ММДМА, путем обработки экстракта мускатного ореха(в т.ч. содержащего миристицин) сначала раствором бромоводорода, а затем метиламином:  
Возможен иной подход использования в качестве прекурсора для психоактивных веществ, например, через нитрование двойной связи с помощью тетранитрометана и восстановление нитрогруппы до аминогруппы (для ММДА).

## Фармакологическое действие

### Гепатопротекторное действие
В исследовании гепатопротекторной активности специй (в частности эфирного масла мускатного ореха) на крысах с повреждениями печени было обнаружено, что миристицин имеет чрезвычайно мощную гепатопротекторную активность. Авторы отмечают о необходимости дальнейших исследований.

### Наркотическое действие
Миристицин в небольшой степени способен ингибировать МАО. Кроме того возможно может метаболизироваться печенью в психоактивные производные амфетамина, которые обуславливают психоделические эффекты после избыточного употребления мускатного ореха. Однако метаболиты этих производных в крови не обнаруживаются.

## Токсичность

### Общая оценка токсичности
Токсикологическая оценка миристицина привела к выводу, что связь потребления мускатного ореха (в т.ч. миристицина) может вызывать неблагоприятные последствия для здоровья человека. Однако для подробной оценки требуются дополнительные исследования.

### Нейротоксичность
В исследовании были получены данные, что миристицин обладает цитоксическим действием на клетки нейробластомы человека SK-N-SH посредством апоптоза.

Семейство амфетамино замещенных